# Микаел Пернфорс
Микаел Пернфорс (на шведски: Mikael Pernfors) е шведски тенисист.

## Биография
Микаел Пернфорс е роден на 16 юли 1963 г. в Малмьо, Швеция.

## Кариера
През 1986 г. достига първия си и единствен финал на сингъл от Големия шлем на Откритото първенство на Франция. Той побеждава Оливие Делейтр, Стефан Едберг, Робърт Сегусо, Мартин Хайте, Борис Бекер и Анри Льоконт. На финала губи в два сета от тогавашния номер 1 в света Иван Лендъл, 3–6, 2–6, 4–6.
Пернфорс е носител на наградата за най-усъвършенстван играч на ATP тур през 1986 г. и наградата за завръщане на годината през 1993 г.
Пернфорс се оттегля от професионалния тур през 1996 г., печели три титли на най-високо ниво на сингъл и една на двойки. Достига най-високо класиране на сингъл до номер 10 в света през 1986 г. 
След оттеглянато си от тура, Пернфорс е редовен участник в турнири за ветерани.

## Кариерна статистика

#### Финали на турнири от Голям шлем (1)
| година | турнир      | съперник    | резултат      |
| ------ | ----------- | ----------- | ------------- |
| 1986   | Ролан Гарос | Иван Лендъл | 3–6, 2–6, 4–6 |

#### Титли оттурнири от сериите Мастърс(1)
| година | турнир       | съперник във финала | резултат      |
| ------ | ------------ | ------------------- | ------------- |
| 1993   | Канада Оупън | Тод Мартин          | 2–6, 6–2, 7–5 |

### ATP финали (3 титли; 5 финала)
|        | П–З | Година | Турнир                 | Клас           | Настилка   | Опонент         | Резултат      |
| ------ | --- | ------ | ---------------------- | -------------- | ---------- | --------------- | ------------- |
| Загуба | 0–1 | 1986   | Ролан Гарос            | Голям шлем     | Клей       | Иван Лендъл     | 3–6, 2–6, 4–6 |
| Загуба | 0–2 | 1988   | Ю Ес Индор             | Международни   | Твърда (з) | Андре Агаси     | 4–6, 4–6, 5–7 |
| Победа | 1–2 | 1988   | Лос Анджелис Оупън     | Международни   | Твърда     | Андре Агаси     | 6–2, 7–5      |
| Победа | 2–2 | 1988   | Тенис Ченъл Оупън      | Международни   | Твърда     | Глен Лайендекер | 6–2, 6–4      |
| Победа | 3–2 | 1993   | Канада Оупън (Монреал) | Сингъл седмица | Твърда     | Тод Мартин      | 2–6, 6–2, 7–5 |